# Прохладный (Воронежская область)
Прохладный — хутор в Бобровском районе Воронежской области.
Входит в состав Юдановского сельского поселения.

## Население
| 2000 | 2005 | 2010 |
| ---- | ---- | ---- |
| 1    | ↘0   | →0   |